# Node B

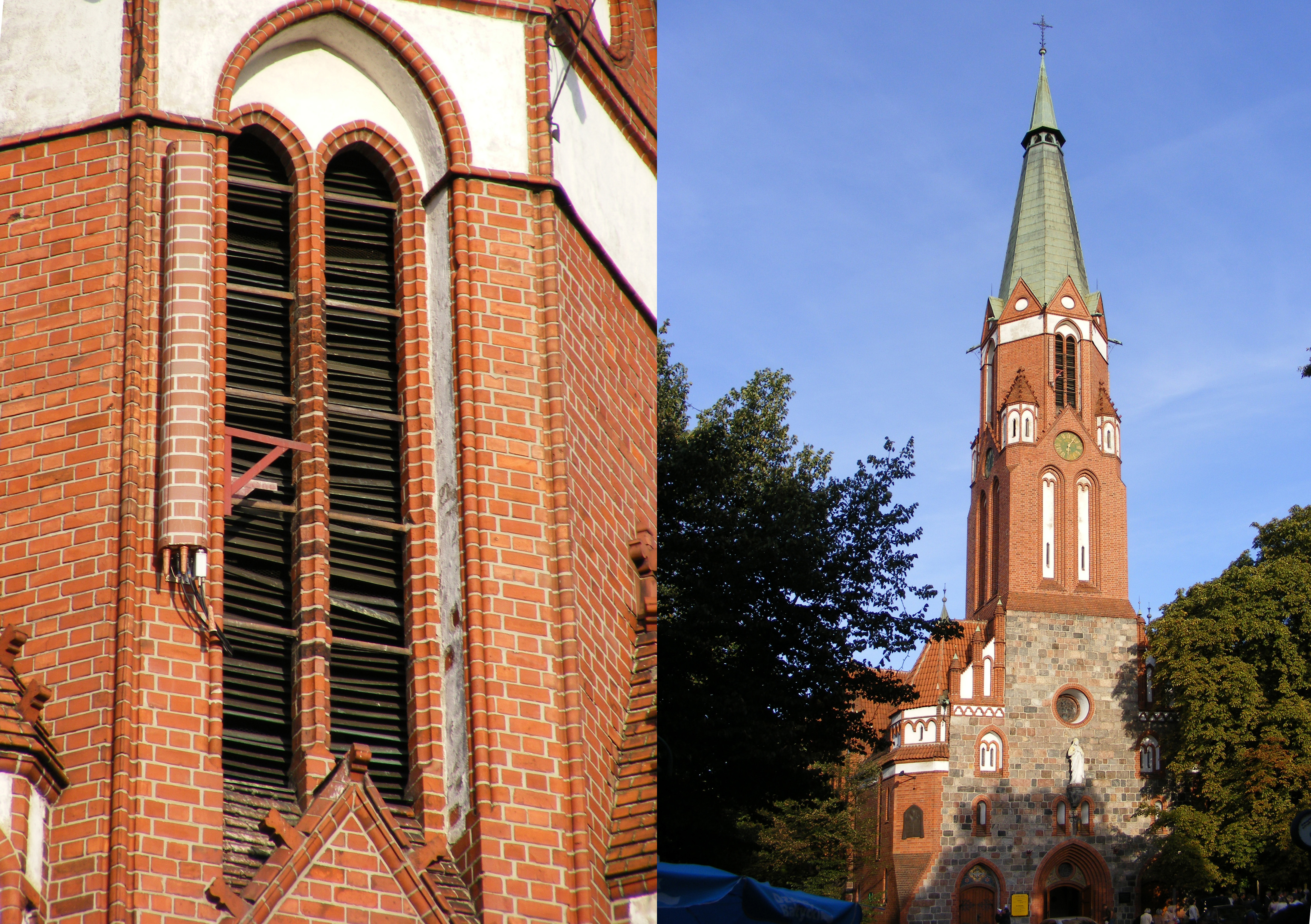
Anténa Node B umístěná na kostelní věži v Sopotech v Polsku

Node B je telekomunikační uzel fungující jako rádiová základnová stanice, se kterou komunikují mobilní telefony v síti 3G (3. generace) Universal Mobile Telecommunications System (UMTS). Node B odpovídá BTS (Base transceiver station) v síti GSM.

## Funkcionalita

Struktura sítě UMTS

Node B je zařízení připojené do mobilní telefonní sítě, které zajišťuje komunikaci s mobilními telefony. Na rozdíl od základnových stanic v síti GSM používá Node B technologii W-CDMA/TD-SCDMA. Node B obsahuje rádiové vysílače a přijímače sloužící ke komunikaci s mobilními zařízeními, které se pohybují v jejich okolí. V tomto typu buňkové sítě nemohou mobilní zařízení spolu komunikovat přímo, ale komunikují pouze prostřednictvím Node B.
Tradiční Node B měly minimální funkčnost a byly plně řízeny řadiči rádiové sítě (RNC). S nástupem High-Speed Downlink Packet Access (HSDPA) jsou části logiky (např. pro opakování přenosu) realizovány na Node B v zájmu dosažení nižších časů odezvy.

## Rozdíly mezi NodeB a základnovou stanicí GSM

### Využití frekvencí
Technologie W-CDMA umožňuje překrývání buněk pracujících na stejné frekvenci. Překrývající se buňky mohou patřit ke stejnému nebo jinému Node B a dokonce mohou být řízené i jiným RNC. U technologie W-CDMA mohou i sousední buňky používat stejnou frekvenci (v krajním případě by bylo možné celou síť implementovat s použitím pouze jednoho páru frekvencí). Toho se využívá při měkkém předání spojení.

### Požadavky na výkon
Protože W-CDMA často pracuje na vyšších frekvencích než GSM (2100 MHz oproti 900 MHz u GSM), bývá velikost buňky výrazně menší pro W-CDMA než pro GSM buňky, protože útlum signálu je u vyšších frekvencí větší. Existují i sítě W-CDMA pracující v pásmu 850–900 MHz, u nichž bývá pokrytí lepší než u ekvivalentní GSM sítě.
Na rozdíl od GSM není velikost buňky konstantní (dochází k jevu známému jako „dýchání buněk“). To vyžaduje pečlivé plánování 3G (Universal Mobile Telecommunications System) sítí a použití většího počtu stanic Node B. Díky tomu může vysílač Node B i mobilního telefonu používat mnohem nižší výkon.
Rozhraní mezi Node B a RNC se v síti UMTS označuje zkratkou Iub.

## Struktura NodeB
Node B se skládá ze skříně, anténního stožáru a vlastní antény. Skříň zařízení obsahuje výkonové vysokofrekvenční zesilovače, digitální signálové procesory a záložní bateriový zdroj. Podél cest nebo v městských centrech jsou tak vidět pouze antény. V současnosti je snaha maskovat i antény (přizpůsobením barvy antény stavbě nebo jejím umístěním do krytu, který propouští rádiové vlny). Menší vnitřní uzly mohou mít anténu vestavěnou přímo do dvířek přístrojové skříně.
Podle konfigurace a typu antény může Node B obsluhovat jednu nebo několik buněk. Při použití všesměrové antény se Node B nachází ve středu buňky (anglicky omni cell); časté je použití směrových antén, kdy jeden Node B vytváří 3 sektory po 120°, méně obvyklé je 6 sektorů po 60°.